# Pure Heroine
Pure Heroine là album phòng thu đầu tay của ca sĩ kiêm sáng tác nhạc người New Zealand Lorde, phát hành ngày 27 tháng 9 năm 2013 bởi Universal Music Group, Lava Records và Republic Records. Lorde ký hợp đồng thu âm với Universal khi mới 13 tuổi và được quản lý của cô là Scott Maclachlan tạo điều kiện hợp tác với nhiều nhạc sĩ khác nhau nhưng không đạt kết quả như mong muốn. Cuối cùng, nữ ca sĩ được ghép đôi với nhà sản xuất Joel Little để tạo nên đĩa mở rộng đầu tay của cô The Love Club EP (2012) và được giới phê bình đánh giá cao, và cả hai tiếp tục đồng sáng tác tất cả những bản nhạc cho album. Pure Heroine là một bản thu âm electronica, electropop và dream pop với khâu sản xuất tối giản, âm trầm sâu và nhịp điệu được lập trình, trong đó chất giọng của Lorde gây chú ý bởi âm vực và khả năng truyền tải mạnh mẽ. Nội dung ca từ của album đề cập đến những chủ đề về tuổi trẻ, phê bình văn hóa đại chúng, khám phá chủ nghĩa duy vật, danh tiếng, văn hóa tiêu dùng và địa vị xã hội.
Sau khi phát hành, Pure Heroine nhận được những phản ứng tích cực từ các nhà phê bình âm nhạc, trong đó họ đánh giá cao khả năng sáng tác, quá trình sản xuất và giọng hát của Lorde, đồng thời nhìn nhận cô như một ngôi sao tương lai. Ngoài ra, đĩa nhạc cũng nhận được bốn đề cử giải Grammy tại lễ trao giải thường niên lần thứ 56 và chiến thắng hai giải, bao gồm đề cử cho Album giọng pop xuất sắc nhất. Album cũng gặt hái những thành công đáng kể về mặt thương mại, đứng đầu các bảng xếp hạng tại Úc và New Zealand, đồng thời lọt vào top 10 ở một số quốc gia khác, bao gồm vươn đến top 5 ở những thị trường lớn như Canada, Ireland, Na Uy và Vương quốc Anh. Pure Heroine ra mắt ở vị trí thứ ba trên bảng xếp hạng Billboard 200 tại Hoa Kỳ với 129,000 bản, trở thành album đầu tiên của Lorde vươn đến top 10 tại đây và sau đó được chứng nhận năm đĩa Bạch kim bởi Hiệp hội Công nghiệp Ghi âm Hoa Kỳ (RIAA). Tính đến nay, đĩa nhạc đã bán được hơn sáu triệu bản trên toàn cầu.
Bốn đĩa đơn đã được phát hành từ Pure Heroine. "Royals" được chọn làm đĩa đơn mở đường và thống trị các bảng xếp hạng ở nhiều quốc gia, cũng như đứng đầu bảng xếp hạng Billboard Hot 100 trong chín tuần liên tiếp và được đề cử ba giải Grammy cho Thu âm của năm, Bài hát của năm và Trình diễn đơn ca pop xuất sắc nhất, và chiến thắng hai hạng mục sau. Đĩa đơn thứ ba "Team" vươn đến top 10 ở một số thị trường nổi bật, trong khi hai đĩa đơn còn lại "Tennis Court" và "Glory and Gore" cũng gặt hái thành công tương đối trên toàn cầu. Để quảng bá album, Lorde trình diễn tại một số lễ trao giải lớn như giải Brit năm 2014 và giải Grammy lần thứ 56, cũng như thực hiện chuyến lưu diễn Pure Heroine Tour (2013-14) với 103 đêm diễn và đi qua bốn châu lục. Kể từ khi phát hành, Pure Heroine được xem là tác phẩm "thay đổi cuộc chơi" và thách thức xu hướng nhạc pop lúc bấy giờ, đồng thời truyền cảm hứng đến nhiều nghệ sĩ trong tương lai, bao gồm Conan Gray, Gracie Abrams, Olivia Rodrigo và Troye Sivan.

## Danh sách bài hát
Tất cả các ca khúc được viết bởi Ella Yelich-O'Connor và Joel Little, đồng thời được sản xuất bởi Little, ngoại trừ một số ghi chú..
| Pure Heroine – Phiên bản tiêu chuẩn | Pure Heroine – Phiên bản tiêu chuẩn                    | Pure Heroine – Phiên bản tiêu chuẩn |
| STT                                 | Nhan đề                                                | Thời lượng                          |
| ----------------------------------- | ------------------------------------------------------ | ----------------------------------- |
| 1.                                  | "Tennis Court"                                         | 3:18                                |
| 2.                                  | "400 Lux"                                              | 3:54                                |
| 3.                                  | "Royals"                                               | 3:10                                |
| 4.                                  | "Ribs"                                                 | 4:18                                |
| 5.                                  | "Buzzcut Season"                                       | 4:06                                |
| 6.                                  | "Team" (sản xuất: Little, Yelich-O'Connor[a])          | 3:13                                |
| 7.                                  | "Glory and Gore"                                       | 3:30                                |
| 8.                                  | "Still Sane"                                           | 3:08                                |
| 9.                                  | "White Teeth Teens"                                    | 3:36                                |
| 10.                                 | "A World Alone" (sản xuất: Little, Yelich-O'Connor[a]) | 4:54                                |
| Tổng thời lượng:                    | Tổng thời lượng:                                       | 37:07                               |

| Pure Heroine – Phiên bản tại Nhật Bản (bản nhạc bổ sung) | Pure Heroine – Phiên bản tại Nhật Bản (bản nhạc bổ sung) | Pure Heroine – Phiên bản tại Nhật Bản (bản nhạc bổ sung) |
| STT                                                      | Nhan đề                                                  | Thời lượng                                               |
| -------------------------------------------------------- | -------------------------------------------------------- | -------------------------------------------------------- |
| 11.                                                      | "Bravado"                                                | 3:41                                                     |
| 12.                                                      | "Swingin Party" (sáng tác: Paul Westerberg)              | 3:42                                                     |
| 13.                                                      | "Bravado" (Fffrrannno remix)                             | 3:43                                                     |
| Tổng thời lượng:                                         | Tổng thời lượng:                                         | 48:13                                                    |

| Pure Heroine – Phiên bản nhạc số mở rộng (bản nhạc bổ sung) | Pure Heroine – Phiên bản nhạc số mở rộng (bản nhạc bổ sung) | Pure Heroine – Phiên bản nhạc số mở rộng (bản nhạc bổ sung) |
| STT                                                         | Nhan đề                                                     | Thời lượng                                                  |
| ----------------------------------------------------------- | ----------------------------------------------------------- | ----------------------------------------------------------- |
| 11.                                                         | "No Better" (bản iTunes Store)                              | 2:50                                                        |
| 12.                                                         | "Bravado"                                                   | 3:41                                                        |
| 13.                                                         | "Million Dollar Bills"                                      | 2:18                                                        |
| 14.                                                         | "The Love Club"                                             | 3:21                                                        |
| 15.                                                         | "Biting Down"                                               | 3:33                                                        |
| 16.                                                         | "Swingin Party" (sáng tác: Westerberg)                      | 3:42                                                        |
| Tổng thời lượng:                                            | Tổng thời lượng:                                            | 56:32                                                       |

Ghi chú
- ^[a]  nghĩa là sản xuất bổ sung

## Xếp hạng
| Bảng xếp hạng (2013–2014)                | Vị trí cao nhất |
| ---------------------------------------- | --------------- |
| Album Úc (ARIA)                          | 1               |
| Album Áo (Ö3 Austria)                    | 14              |
| Album Bỉ (Ultratop Vlaanderen)           | 17              |
| Album Bỉ (Ultratop Wallonie)             | 16              |
| Album Canada (Billboard)                 | 2               |
| Album Croatia (HDU)                      | 1               |
| Album Cộng hòa Séc (ČNS IFPI)            | 29              |
| Album Đan Mạch (Hitlisten)               | 12              |
| Album Hà Lan (Album Top 100)             | 14              |
| Album Phần Lan (Suomen virallinen lista) | 17              |
| Album Pháp (SNEP)                        | 20              |
| Album Đức (Offizielle Top 100)           | 13              |
| Album Hy Lạp (IFPI)                      | 13              |
| Album Ireland (IRMA)                     | 4               |
| Album Ý (FIMI)                           | 26              |
| Album Nhật Bản (Oricon)                  | 34              |
| Album Mexico (AMPROFON)                  | 32              |
| Album New Zealand (RMNZ)                 | 1               |
| Album Na Uy (VG-lista)                   | 2               |
| Album Bồ Đào Nha (AFP)                   | 13              |
| Album Scotland (OCC)                     | 6               |
| Album Nam Phi (RISA)                     | 19              |
| Album Hàn Quốc (Circle)                  | 94              |
| Album Tây Ban Nha (PROMUSICAE)           | 58              |
| Album Thụy Điển (Sverigetopplistan)      | 6               |
| Album Thụy Sĩ (Schweizer Hitparade)      | 8               |
| Album Anh Quốc (OCC)                     | 4               |
| Album Hoa Kỳ Billboard 200               | 3               |
| Album Hoa Kỳ Top Alternative (Billboard) | 1               |
| Album Hoa Kỳ Top Rock (Billboard)        | 1               |

| Bảng xếp hạng (2014)    | Vị trí cao nhất |
| ----------------------- | --------------- |
| Album Argentina (CAPIF) | 1               |
| Album Hàn Quốc (Circle) | 83              |

| Bảng xếp hạng (2013)                      | Vị trí |
| ----------------------------------------- | ------ |
| Album Úc (ARIA)                           | 9      |
| Album Bỉ (Ultratop Flanders)              | 196    |
| Album Canada (Billboard)                  | 28     |
| Album Pháp (SNEP)                         | 149    |
| Album New Zealand (RMNZ)                  | 2      |
| Album Thụy Điển (Sverigetopplistan)       | 61     |
| Hoa Kỳ Billboard 200                      | 64     |
| Hoa Kỳ Top Rock Albums (Billboard)        | 1      |
| Hoa Kỳ Top Alternative Albums (Billboard) | 10     |
| Album Toàn cầu (IFPI)                     | 28     |
| Bảng xếp hạng (2014)                      | Vị trí |
| Album Úc (ARIA)                           | 15     |
| Album Canada (Billboard)                  | 6      |
| Album Hà Lan (MegaCharts)                 | 79     |
| Album Pháp (SNEP)                         | 82     |
| Album Đức (Offizielle Top 100)            | 91     |
| Album Mexico (AMPROFON)                   | 79     |
| Album New Zealand (RMNZ)                  | 7      |
| Album Hàn Quốc Quốc tế (Circle)           | 91     |
| Album Thụy Điển (Sverigetopplistan)       | 20     |
| Album Thụy Sĩ (Swiss Hitparade)           | 56     |
| Album Anh Quốc (OCC)                      | 48     |
| Hoa Kỳ Billboard 200                      | 6      |
| Hoa Kỳ Top Alternative Albums (Billboard) | 1      |
| Hoa Kỳ Top Rock Albums (Billboard)        | 1      |
| Album Toàn cầu (IFPI)                     | 10     |
| Bảng xếp hạng (2015)                      | Vị trí |
| Hoa Kỳ Billboard 200                      | 130    |
| Hoa Kỳ Top Alternative Albums (Billboard) | 34     |
| Hoa Kỳ Top Rock Albums (Billboard)        | 48     |
| Bảng xếp hạng (2017)                      | Vị trí |
| Hoa Kỳ Top Rock Albums (Billboard)        | 97     |
| Bảng xếp hạng (2020)                      | Vị trí |
| Hoa Kỳ Top Alternative Albums (Billboard) | 35     |
| Hoa Kỳ Top Rock Albums (Billboard)        | 86     |
| Bảng xếp hạng (2021)                      | Vị trí |
| Hoa Kỳ Top Rock Albums (Billboard)        | 73     |

| Bảng xếp hạng (2010–2019)          | Vị trí |
| ---------------------------------- | ------ |
| Album Úc (ARIA)                    | 32     |
| Album Na Uy (VG-lista)             | 33     |
| Hoa Kỳ Billboard 200               | 40     |
| Hoa Kỳ Top Rock Albums (Billboard) | 7      |

| Bảng xếp hạng             | Vị trí |
| ------------------------- | ------ |
| Hoa Kỳ Billboard 200      | 189    |
| Hoa Kỳ Billboard 200 (Nữ) | 51     |

## Chứng nhận
| Quốc gia | Chứng nhận  | Số đơn vị/doanh số chứng nhận |
| --- | ----------- | ----------------------------- |
| Úc (ARIA) | 4× Bạch kim | 280.000‡                      |
| Áo (IFPI Áo) | Bạch kim    | 15.000*                       |
| Brasil (Pro-Música Brasil) | Vàng        | 20.000*                       |
| Canada (Music Canada) | 6× Bạch kim | 480.000‡                      |
| Colombia (ASINCOL) | Vàng        | 5.000                         |
| Đan Mạch (IFPI Đan Mạch) | Bạch kim    | 20.000‡                       |
| Pháp (SNEP) | Bạch kim    | 100.000‡                      |
| Đức (BVMI) | Bạch kim    | 300.000‡                      |
| Ý (FIMI) | Vàng        | 25.000‡                       |
| México (AMPROFON) | Vàng        | 30.000^                       |
| New Zealand (RMNZ) | 8× Bạch kim | 120.000‡                      |
| Na Uy (IFPI) | Bạch kim    | 30.000*                       |
| Ba Lan (ZPAV) | Vàng        | 10.000*                       |
| Singapore (RIAS) | Bạch kim    | 10.000*                       |
| Thụy Điển (GLF) | 2× Bạch kim | 60.000‡                       |
| Anh Quốc (BPI) | Bạch kim    | 372,000                       |
| Hoa Kỳ (RIAA) | 5× Bạch kim | 1,700,000                     |
| Tổng hợp |             |                               |
| Toàn cầu (IFPI) | —           | 6,000,000                     |
| * Chứng nhận dựa theo doanh số tiêu thụ. ^ Chứng nhận dựa theo doanh số nhập hàng. ‡ Chứng nhận dựa theo doanh số tiêu thụ và phát trực tuyến. |             |                               |

## Lịch sử phát hành
| Khu vực        | Ngày              | Định dạng      | Phiên bản  | Hãng đĩa      |
| -------------- | ----------------- | -------------- | ---------- | ------------- |
| Úc             | 27 tháng 9, 2013  | CD Tải nhạc số | Tiêu chuẩn | Universal     |
| New Zealand    | 27 tháng 9, 2013  | CD Tải nhạc số | Tiêu chuẩn | Universal     |
| Hàn Quốc       | 30 tháng 9, 2013  | Tải nhạc số    | Tiêu chuẩn | Universal     |
| Hoa Kỳ         | 30 tháng 9, 2013  | CD tải nhạc số | Tiêu chuẩn | Lava Republic |
| Đức            | 25 tháng 10, 2013 | CD tải nhạc số | Tiêu chuẩn | Universal     |
| Ireland        | 25 tháng 10, 2013 | CD tải nhạc số | Tiêu chuẩn | Virgin EMI    |
| Hàn Quốc       | 28 tháng 10, 2013 | CD             | Tiêu chuẩn | Universal     |
| Vương quốc Anh | 28 tháng 10, 2013 | CD tải nhạc số | Tiêu chuẩn | Virgin EMI    |
| Đức            | 1 tháng 11, 2013  | LP             | Tiêu chuẩn | Universal     |
| Vương quốc Anh | 11 tháng 11, 2013 | LP             | Tiêu chuẩn | Virgin EMI    |
| Úc             | 15 tháng 11, 2013 | LP             | Tiêu chuẩn | Universal     |
| New Zealand    | 15 tháng 11, 2013 | LP             | Tiêu chuẩn | Universal     |
| Hoa Kỳ         | 19 tháng 11, 2013 | LP             | Tiêu chuẩn | Lava Republic |
| Đài Loan       | 19 tháng 11, 2013 | CD tải nhạc số | Tiêu chuẩn | Universal     |
| Canada         | 13 tháng 12, 2013 | Tải nhạc số    | Mở rộng    | Universal     |
| Hoa Kỳ         | 13 tháng 12, 2013 | Tải nhạc số    | Mở rộng    | Universal     |
| Úc             | 16 tháng 12, 2013 | Tải nhạc số    | Mở rộng    | Universal     |
| Bỉ             | 16 tháng 12, 2013 | Tải nhạc số    | Mở rộng    | Universal     |
| Phần Lan       | 16 tháng 12, 2013 | Tải nhạc số    | Mở rộng    | Universal     |
| Đức            | 16 tháng 12, 2013 | Tải nhạc số    | Mở rộng    | Universal     |
| Tây Ban Nha    | 16 tháng 12, 2013 | Tải nhạc số    | Mở rộng    | Universal     |
| Thụy Sĩ        | 16 tháng 12, 2013 | Tải nhạc số    | Mở rộng    | Universal     |
| Nhật Bản       | 19 tháng 2, 2014  | CD tải nhạc số | Tiêu chuẩn | Universal     |